# Улуелга (Белорецкий район)
Улуелга́ (баш. Оло Йылға) — село в Белорецком районе Башкортостана России, относится к Ишлинскому сельсовету.

## Географическое положение

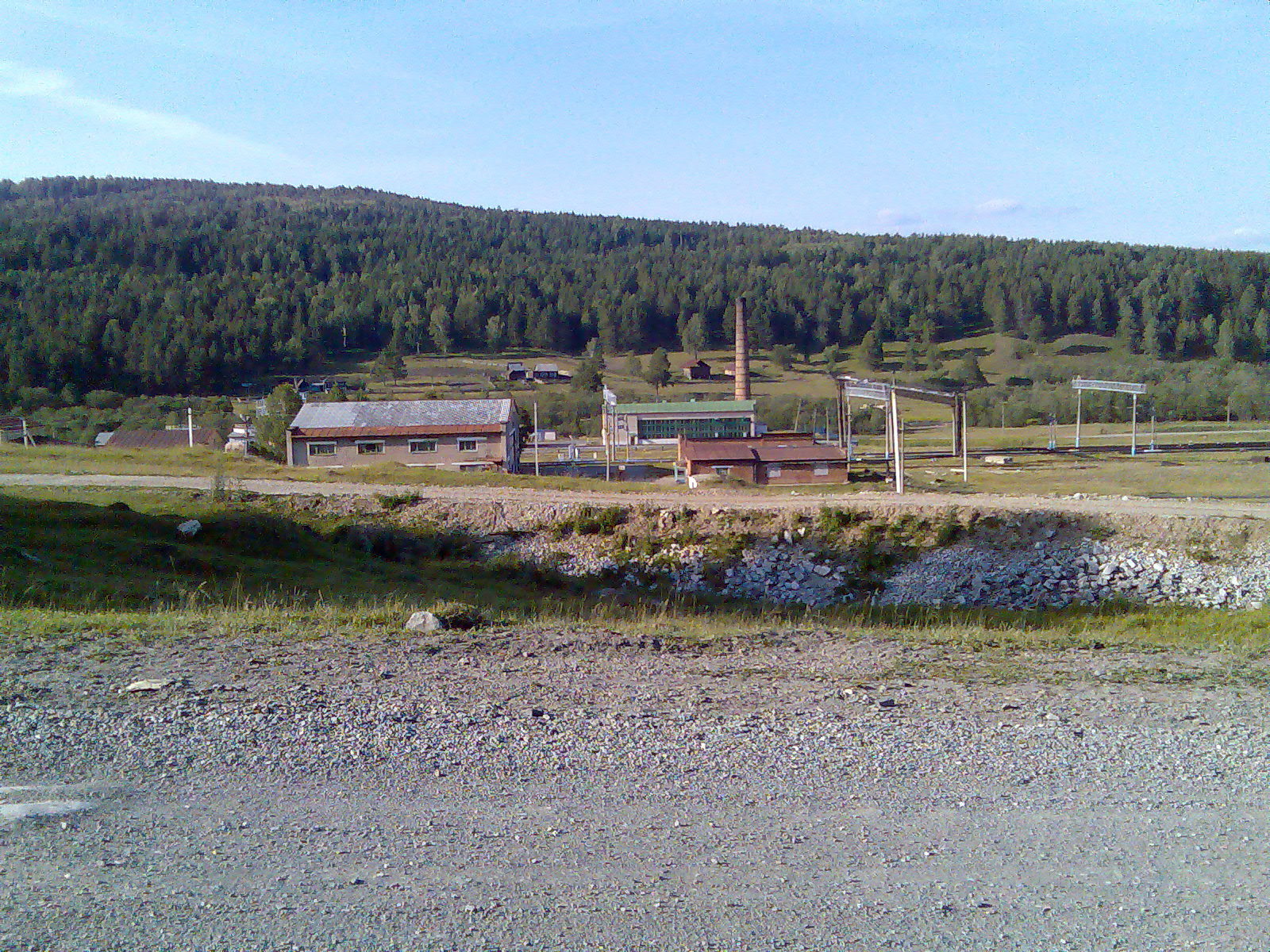
Станция Улу-Елга

В окрестностях протекает несколько рек, среди них, Сюрюнзяк, Мантангуш, Тайшуган, Каргаюрт.
Расстояние до:
- районного центра (Белорецк): 50 км,
- центра сельсовета (Ишля): 10 км,
- ближайшей ж.-д. станции (Улу-Елга): 0 км.

## История
Железнодорожная станция Улу-Елга расположена на ветке Карламан — Магнитогорск. Расположена между реками Сюрюнзяк и Мантангуш (река Улуелга). Находится в 33 км к юго-западу от Белорецка. 
До 1930-х годов служила летником (яйляу) жителей села Серменева, носила название Мантангуш. Строительство узкоколейной железной дороги и открытие леспромхоза Белорецкого металлургического завода в 1930 г. привлекло первых жителей. 
Местность была названа Крапивной по фамилии первопоселенца. Новый толчок развитию деревни дало строительство в 1970-х годах железной дороги, известной как Башкирский БАМ. 
С момента пуска в эксплуатацию станция официально называется Улу-Елга, что в переводе с башкирского означает большая река.
В настоящее время население занято на железнодорожной станции Улу-Елга Башкирского региона Куйбышевской ЖД. Имеется основная школа, детский сад, фельдшерско-акушерский пункт, сельский клуб, библиотека.
До 10 сентября 2007 года называлось селом станции Улу-Елга.

## Население
| 2002 | 2009 | 2010 |
| ---- | ---- | ---- |
| 504  | ↗585 | ↘453 |